# Positive-Masse-Theorem
Das Positive-Masse-Theorem aus der allgemeinen Relativitätstheorie besagt, dass die Gesamtmasse eines isolierten Gravitationssystems mit nicht-negativer, nicht verschwindender lokaler Massendichte stets positiv ist.

## Mathematische Formulierung
Sei {\displaystyle M} eine vollständige, asymptotisch flache Mannigfaltigkeit mit nicht-negativer Skalarkrümmung. Dann ist die ADM-Masse nicht-negativ.
Wenn die ADM-Masse null ist, zum Beispiel wenn {\displaystyle M} außerhalb eines Kompaktums flach ist, dann ist {\displaystyle M} isometrisch zum euklidischen Raum {\displaystyle \mathbb {R} ^{n}}.